# Vlastimil Jansa
Vlastimil Jansa est un joueur d'échecs tchèque né le 27 novembre 1942. Champion de Tchécoslovaquie en 1964, 1974 et 1984, il a remporté trois fois le championnat tchécoslovaque (en 1964, 1974 et 1984) ainsi que le tournoi IBM d'Amsterdam en 1974. En 1985, il se qualifia pour le tournoi interzonal de Bienne et finit 12e-13e du tournoi. Il est champion du monde des plus de 65 ans à Bled     en 2018 après avoir terminé deuxième du championnat du monde sénior (plus de 60 ans) en 2006 à Arvier, derrière Viktor Kortchnoï.

## Compétitions par équipe
Jansa a représenté la Tchécoslovaquie lors de dix olympiades de 1964 à 1986 et a remporté la médaille d'argent par équipe lors de l'olympiade d'échecs de 1982 (il jouait au quatrième échiquier). 
Il a été l'entraîneur de l'équipe du Luxembourg lors de nombreuses olympiades, notamment celle de 2002 à Bled où le pays enregistra la meilleure performance de son histoire (68e).

## Palmarès
Jansa obtint le titre de maître international en 1963 et celui de grand maître international en 1974.
Il remporta le championnat de Prague en 1960.
En 1964, il finit premier du championnat tchécoslovaque à Brno, ex æquo avec Frantisek Blatny et devant Jan Smejkal. Il remporta le match de départage 2,5 à 1,5 contre Blatny. Lors du tournoi international de Sarajevo 1966, il battit Mikhaïl Tal. En 1984, il finit premier ex æquo avec Vlastimil Hort du championnat tchécoslovaque.
Il remporta les tournois de :
- Prague 1968 ;
- Smokoviec 1971 ;
- Madonna di Campiglio 1973 ;
- Primorsko 1973 ;

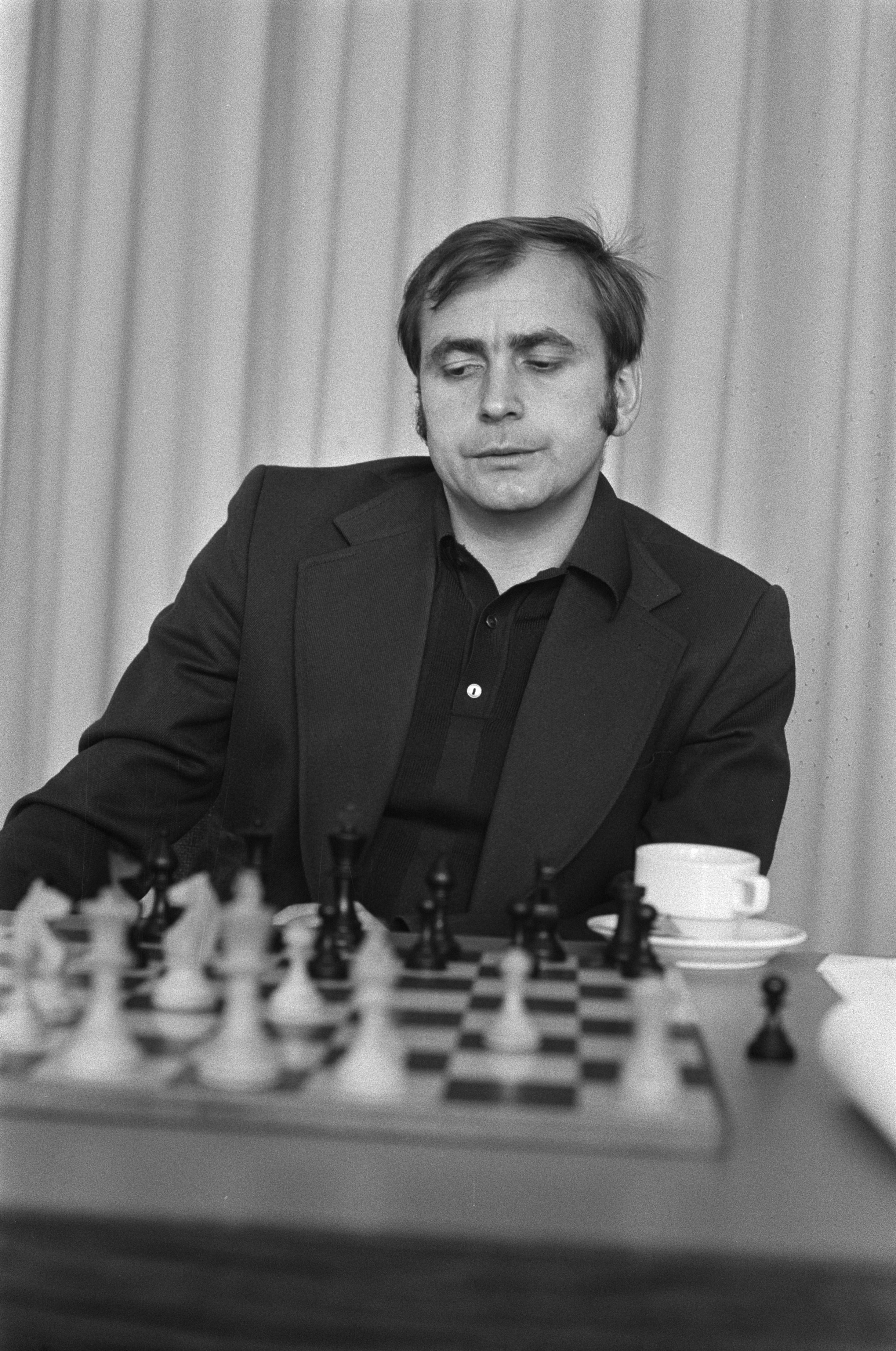
Vlastimil Jansa au tournoi d'Amsterdam en 1974.

- Amsterdam (tournoi d'échecs IBM) 1974 (ex æquo avec Borislav Ivkov et Vladimir Toukmakov) ;
- Sombor 1976 ;
- Cirella di Diamante (Italie) 1976-1977 ;
- Bagneux 1979 ;
- Vrnjacka Banja 1981 ;
- Trnava 1982 ;
- Kragujevac 1984 (ex æquo avec Nikola Padevsky) ;
- Borgarnes 1985 (ex æquo avec Kurt Hansen) ;
- Prague 1985 (tournoi zonal, ex æquo avec Joszef Pinter et Mihai Suba[6]) ;
- Gausdal 1987 et 1988 ;
- Badenweiler 1990 ;
- Münster 1992 ;
- Lázně Bohdaneč 1997.

## Contributions à la théorie des ouvertures
Vlastimil Jansa a contribué au développement de la variante tchèque de la défense Pirc, qui commence par les coups 1. e4 d6 2. d4 Cf6 3. Cc3 c6 (au lieu de 3... g6, la défense Pirc proprement dite).